# Eleocharis moraosejoana
Eleocharis moraosejoana là loài thực vật có hoa trong họ Cói. Loài này được S.González, C.Ulloa & P.M.Peterson mô tả khoa học đầu tiên năm 2008.